# Notosuchus
Genre
Espèces de rang inférieur
- † Notosuchus terrestris Woodward, 1896 (espèce type)
- † Notosuchus  lepidus Saez[2], 1957

Notosuchus est un genre éteint de crocodyliformes, un clade qui comprend les crocodiliens modernes et leurs plus proches parents fossiles. C'est le premier genre décrit (en 1896), rattaché au sous-ordre des Notosuchia (ou notosuchiens en français) auquel il a donné son nom en 1971,,.

## Liste des espèces
Notosuchus terrestris Woodward, 1896. C'est l'espèce type et la mieux connue. Elle a été découverte dans l'ouest de l'Argentine dans la province de Neuquén et décrite en 1896. Elle a été trouvée dans la formation géologique de Bajo de la Carpa, datée du Crétacé supérieur, dans un niveau d'âge Santonien, soit il y a environ 85 Ma (millions d'années).
De nouveaux spécimens ont été étudiés en 2008 qui permettent une description plus complète de l'animal.
C'est un Crocodyliformes de taille moyenne, d'une longueur d'environ 1,50 mètre pour une masse de l'ordre de 36 kg. Le crâne aurait porté un museau allongé comme celui des porcs actuels, ainsi que des lèvres charnues supérieures et inférieures. Les narines dirigées vers l'avant et l'absence d'un septum nasal osseux (qui indique probablement l'existence d'un tissu cartilagineux qui le remplace) fournissent la preuve d'un museau en forme de trompe, tandis que des stries à la surface des os nasaux et la mâchoire inférieure a très probablement servi de points d'attache pour le  muscle nasolabial et le muscle dépresseur.
La présence d'une bordure latérale sur l'os dentaire ainsi que de nombreux foramina neurovasculaires alignés, témoignent de l'existence d'un tissu musculaire souple, une joue. La fonction du groin ou trompe était la recherche de la nourriture en reniflant le sol de la même manière que les suidés et pécaris modernes, alors que les joues participaient au maintien et à la mastication  de nourriture. 
Cependant, en 2017, une réinterprétation du crâne de l'animal tend a réduire l'importance de ces tissus mous (« trompe », museau et lèvres).
Une deuxième espèce, Notosuchus lepidus, également découverte en Argentine, a été décrite par Matilde Dolgopol de Sáez en 1957. Elle se distingue de l'espèce type par son crâne très comprimé et ses os peu ornementés.

## Classification
Bronzati et ses collègues en 2012 placent Notosuchus à proximité du genre Comahuesuchus parmi les Notosuchia. Diego Pol et ses collègues en 2014 le positionnent également parmi les notosuchiens, mais au sein des Ziphosuchia, un clade de Notosuchia.